# Elezioni presidenziali negli Stati Uniti d'America del 1900
Le elezioni presidenziali statunitensi del 1900 si svolsero il 6 novembre. La sfida oppose il presidente repubblicano uscente William McKinley e il candidato democratico William Jennings Bryan. McKinley ottenne la riconferma.

## Risultati
| Candidati                   | Candidati                  | Partiti                 | Voti       | %     | Delegati |
| Presidente                  | Vicepresidente             | Partiti                 | Voti       | %     | Delegati |
| --------------------------- | -------------------------- | ----------------------- | ---------- | ----- | -------- |
| William McKinley (OH)       | Theodore Roosevelt (NY)    | Partito Repubblicano    | 7 228 864  | 51,64 | 292      |
| William Jennings Bryan (NE) | Adlai Ewing Stevenson (IL) | Partito Democratico     | 6 370 932  | 45,52 | 155      |
| John Granville Woolley (IL) | Henry Brewer Metcalf (OH)  | Partito Proibizionista  | 210 864    | 1,51  | –        |
| Eugene Victor Debs (IN)     | Job Harriman (CA)          | Social-Democratic Party | 87 945     | 0,63  | –        |
| Wharton Barker (PA)         | Ignatius Donnellyn (MN)    | Partito Populista       | 50 989     | 0,36  | –        |
| Joseph Francis Maloney (MA) | Valentine Remmel (PA)      | Socialist Labor Party   | 40 943     | 0,29  | –        |
| Altri candidati             | -                          | -                       | 6 889      | 0,05  | –        |
| Totale                      | Totale                     | Totale                  | 13 997 426 | 100   | 447      |